# マクドネル 119

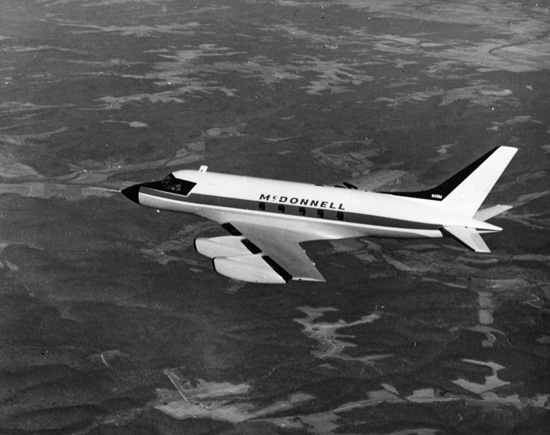
マクダネル 119/220

マクダネル 119/220（McDonnell 119/220）はマクドネル・エアクラフトが1950年代に開発したビジネス・ジェットである。4基のジェットエンジンをポッドで後退翼の主翼下に吊るすというビジネス・ジェットとしては特異なレイアウトであったが、注文が得られず、試作機のみの生産で終わった。
アメリカ空軍のUTX/UCX (Utility-Trainer Experimental/Utility-Cargo Experimental)計画に応募するためにモデル 119として開発された。1959年秋、ロッキード L-1329 ジェットスターとの競争に敗れると、民間機への転用を模索した。最初、パンアメリカン航空に5年間に170機のリース契約の獲得をめざしたが実現しなかった。マクダネルの創立から20年で次の20年に入るということで、モデル 220と改名し、ビジネス・ジェット市場への参入を目指しアメリカの大企業へのマーケティングを行ったが量産を開始することはできなかった。
VIP用の機体として、2人の乗員と10人の乗客を運べたが、客室は26座席に増設できた。製作された試作機は社内のVIPの移動用に数年間使用された後、アリゾナ州フェニックスの飛行安全財団（Flight Safety Foundation）の研究部門に寄付された。
これ以後、マクダネル社はダグラスと合併するまで民間機の分野に進出しなかった。

## 要目
- 乗員: 2名（パイロット、フライトアテンダント）
- 乗客: 10名（26名まで座席を増設できる）
- 全長: 20.11 m
- 全巾; 17.42 m
- 全高: 7.15 m
- 空虚重量: 11,477g
- 最大離陸重量: 18,597 kg
- エンジン: 4×  Westinghouse J34 ターボジェット (推力 13.3 kN)

- 最大速度: 903 km/h
- 巡航速度: 839 km/h
- 巡航高度：13,600 m
- 航続距離：4,840 km